# スプリント (F1)
スプリント（英: Sprint）は、FIA F1世界選手権において2021年から導入されたセッションの一つ。

## 概要
かねてから伝統的なレースフォーマットの変更を検討していたF1は、FIA F2世界選手権などで実施されているリバースグリッドの導入を検討したが実施に至らなかった。2021年、週末のレース全体の興奮を高めるためにスプリントを同年のイギリスGPから導入することを決定した。F1におけるスプリントは決勝（F1レギュレーションで定められている305kmを超えた最小周回数）の約3分の1にあたる100km程度に短縮されたレース形式で行われる。決勝レースと違い、レース中のタイヤ交換義務は無い。
導入当初は予選でスプリントのスターティンググリッドを決め、スプリントの結果によって決勝のスターティンググリッドを決めていたが、2023年以降はスプリントと決勝の予選は別々のものに変わり、スプリント予選は通常の予選と同様にノックアウト方式で行われるが、予選より短い時間で3つのセッション（SQ1：12分、SQ2：10分、SQ3：8分）が行われ、スプリントのスターティンググリッドを決定する。なお、決勝のスターティンググリッドは通常のレースと同様に予選の結果で決定するようになった。

## 歴史

### 2021年
導入初年度は「スプリント予選」の名称で行われた。金曜日の予選でスプリント予選のスターティンググリッドを決め、土曜日のスプリント予選で決勝のスターティンググリッドを決めるフォーマットで行われた。このため、ポールポジションはスプリント予選で優勝したドライバーが獲得することになり、上位3台に3-2-1点の各ポイントが与えられた。同年はイギリスGP、イタリアGP、サンパウロGPの3戦でスプリント予選が実施された。
|        | 通常のレース | スプリント実施レース |
| ------ | ------------ | -------------------- |
| 金曜日 | FP1          | FP1                  |
| 金曜日 | FP2          | 予選                 |
| 土曜日 | FP3          | FP2                  |
| 土曜日 | 予選         | スプリント予選       |
| 日曜日 | 決勝         | 決勝                 |

### 2022年
この年は「スプリント予選」の名称を「スプリント」に改めた。金曜日の予選でスプリントのスターティンググリッドを決めるのは前年と同様だが、予選で1位だったドライバーがスプリントの結果に関係なくポールポジションを獲得することになった。ただし、土曜日のスプリントで決勝のスターティンググリッドを決定する方式も前年と変わらないため、ポールポジションを獲得したドライバーが決勝で1番グリッドを得られるわけではない。ポイントの対象は上位8台に拡大され、8-7-6-5-4-3-2-1点の各ポイントが与えられた。同年はエミリア・ロマーニャGP、オーストリアGP、サンパウロGPの3戦でスプリントが実施された。
|        | 通常のレース | スプリント実施レース |
| ------ | ------------ | -------------------- |
| 金曜日 | FP1          | FP1                  |
| 金曜日 | FP2          | 予選                 |
| 土曜日 | FP3          | FP2                  |
| 土曜日 | 予選         | スプリント           |
| 日曜日 | 決勝         | 決勝                 |

### 2023年
この年からスプリントのスターティンググリッドを決める「スプリント・シュートアウト」が新たに設けられ、決勝のグリッド順位は通常のレース同様、予選で決められることになった。このため、スプリントが実施されるレースのフリー走行は金曜日の1回のみとなる。スプリント・シュートアウトも予選同様3つのセッションによるノックアウト方式だが、予選より短い時間で各セッションが行われる。装着できるタイヤもSQ1とSQ2はミディアム、SQ3は新品のソフトのみと義務付けられた。この年からスプリントが実施されるレースがアゼルバイジャンGP、オーストリアGP、ベルギーGP、カタールGP、アメリカGP、サンパウロGPの6戦に拡大された。
|        | 通常のレース | スプリント実施レース       |
| ------ | ------------ | -------------------------- |
| 金曜日 | FP1          | FP1                        |
| 金曜日 | FP2          | 予選                       |
| 土曜日 | FP3          | スプリント・シュートアウト |
| 土曜日 | 予選         | スプリント                 |
| 日曜日 | 決勝         | 決勝                       |

### 2024年
前年から実施された「スプリント・シュートアウト」の名称が「スプリント予選」に変更された。また、開催フォーマットも変更され、FP1、スプリント予選、スプリント、予選、決勝の順で行われる。これにより、前年のフォーマットで問題となっていた金曜日の予選から日曜日の決勝までパルクフェルメによりマシンのセッティングを変更できない状況が解消され、スプリント終了後にパルクフェルメを一旦解除することで、スプリントから予選の間にマシンのセットアップ変更が可能となった。スプリントが実施されたレースは中国GP、マイアミGP、オーストリアGP、アメリカGP、サンパウロGP、カタールGPの6戦。
|        | 通常のレース | スプリント実施レース |
| ------ | ------------ | -------------------- |
| 金曜日 | FP1          | FP1                  |
| 金曜日 | FP2          | スプリント予選       |
| 土曜日 | FP3          | スプリント           |
| 土曜日 | 予選         |                      |
| 日曜日 | 決勝         | 決勝                 |

### 2025年
F1のステファノ・ドメニカリ会長兼CEOは早ければこの年までにスプリント実施レースを12戦に倍増させる考えであったが、従来通り6戦（対象レースは中国、マイアミ、ベルギー、アメリカ、サンパウロ、カタールの各GPで、前年との違いはオーストリアGPからベルギーGPに変更されたのみ）で実施されることになった。開催フォーマットは2021年の導入以来初めて前年と同様となる。

## スプリント勝者の一覧
| 年   | ラウンド | レース                 | 勝者                       | コンストラクター        |
| ---- | -------- | ---------------------- | -------------------------- | ----------------------- |
| 2021 | 第10戦   | イギリスGP             | マックス・フェルスタッペン | レッドブル-ホンダ       |
| 2021 | 第14戦   | イタリアGP             | バルテリ・ボッタス         | メルセデス              |
| 2021 | 第19戦   | サンパウロGP           | バルテリ・ボッタス         | メルセデス              |
| 2022 | 第4戦    | エミリア・ロマーニャGP | マックス・フェルスタッペン | レッドブル-RBPT         |
| 2022 | 第11戦   | オーストリアGP         | マックス・フェルスタッペン | レッドブル-RBPT         |
| 2022 | 第21戦   | サンパウロGP           | ジョージ・ラッセル         | メルセデス              |
| 2023 | 第4戦    | アゼルバイジャンGP     | セルジオ・ペレス           | レッドブル-ホンダ・RBPT |
| 2023 | 第10戦   | オーストリアGP         | マックス・フェルスタッペン | レッドブル-ホンダ・RBPT |
| 2023 | 第13戦   | ベルギーGP             | マックス・フェルスタッペン | レッドブル-ホンダ・RBPT |
| 2023 | 第18戦   | カタールGP             | オスカー・ピアストリ       | マクラーレン-メルセデス |
| 2023 | 第19戦   | アメリカGP             | マックス・フェルスタッペン | レッドブル-ホンダ・RBPT |
| 2023 | 第21戦   | サンパウロGP           | マックス・フェルスタッペン | レッドブル-ホンダ・RBPT |
| 2024 | 第5戦    | 中国GP                 | マックス・フェルスタッペン | レッドブル-ホンダ・RBPT |
| 2024 | 第6戦    | マイアミGP             | マックス・フェルスタッペン | レッドブル-ホンダ・RBPT |
| 2024 | 第11戦   | オーストリアGP         | マックス・フェルスタッペン | レッドブル-ホンダ・RBPT |
| 2024 | 第19戦   | アメリカGP             | マックス・フェルスタッペン | レッドブル-ホンダ・RBPT |
| 2024 | 第21戦   | サンパウロGP           | ランド・ノリス             | マクラーレン-メルセデス |
| 2024 | 第23戦   | カタールGP             | オスカー・ピアストリ       | マクラーレン-メルセデス |
| 2025 | 第2戦    | 中国GP                 | ルイス・ハミルトン         | フェラーリ              |
| 2025 | 第6戦    | マイアミGP             | ランド・ノリス             | マクラーレン-メルセデス |
| 2025 | 第13戦   | ベルギーGP             | マックス・フェルスタッペン | レッドブル-ホンダ・RBPT |
| 2025 | 第19戦   | アメリカGP             |                            |                         |
| 2025 | 第21戦   | サンパウロGP           |                            |                         |
| 2025 | 第23戦   | カタールGP             |                            |                         |

### 優勝回数
- 2025年ベルギーグランプリ終了時点。
- 太字は2025年のF1世界選手権に参戦中。

#### ドライバー
| 順位  | 回数 | ドライバー                 |
| ----- | ---- | -------------------------- |
| 1     | 12   | マックス・フェルスタッペン |
| 2     | 2    | バルテリ・ボッタス         |
| 2     | 2    | オスカー・ピアストリ       |
| 2     | 2    | ランド・ノリス             |
| 5     | 1    | ジョージ・ラッセル         |
| 5     | 1    | セルジオ・ペレス           |
| 5     | 1    | ルイス・ハミルトン         |
| 出典: |      |                            |

#### 国籍別
| 順位  | 回数 | 国籍           | ドライバー                                                       | 人数 |
| ----- | ---- | -------------- | ---------------------------------------------------------------- | ---- |
| 1     | 12   | オランダ       | マックス・フェルスタッペン (12)                                  | 1    |
| 2     | 4    | イギリス       | ランド・ノリス (2) ジョージ・ラッセル (1) ルイス・ハミルトン (1) | 3    |
| 3     | 2    | フィンランド   | バルテリ・ボッタス (2)                                           | 1    |
| 3     | 2    | オーストラリア | オスカー・ピアストリ (2)                                         | 1    |
| 5     | 1    | メキシコ       | セルジオ・ペレス (1)                                             | 1    |
| 出典: |      |                |                                                                  |      |

#### コンストラクター
| 順位  | 回数 | コンストラクター |
| ----- | ---- | ---------------- |
| 1     | 13   | レッドブル       |
| 2     | 4    | マクラーレン     |
| 3     | 3    | メルセデス       |
| 4     | 1    | フェラーリ       |
| 出典: |      |                  |

#### エンジン
| 順位  | 回数 | メーカー     |
| ----- | ---- | ------------ |
| 1     | 10   | ホンダ・RBPT |
| 2     | 7    | メルセデス   |
| 3     | 2    | RBPT         |
| 4     | 1    | ホンダ       |
| 4     | 1    | フェラーリ   |
| 出典: |      |              |